# Agrius orientalis
Agrius orientalis är en fjärilsart som beskrevs av Butler 1877. Agrius orientalis ingår i släktet Agrius och familjen svärmare. Inga underarter finns listade i Catalogue of Life.